# Macrotis lagotis

Macrotis lagotis este un marsupial răspândit în Australia. Este cunoscut sub numele de marele iepure marsupial, bilby sau pinkie. Este un săpător puternic, ce poate construi până la 12 vizuini în habitatul său. Se distinge de ceilalți bandicoți după urechile lungi. Este simbolul Paștelui în Australia înlocuind tradiționalul iepure datorită daunelor provocate de acesta faunei australiene. Este un animal extrem de rar, vina pentru acest fapt fiind aruncata asupra colonilor europeni care au adus cu ei diferite specii ce i-au distrus habitatul natural. De asemenea, vânatul a provocat scăderea speciei, carnea sa fiind considerata o delicatesă. Ajunge la lungimea de 55cm (fără coadă), cu coada ajungând la 29cm. Are o greutate de până la 2,5kg. Este un animal solitar, care preferă ca habitat deșerturile și semideșerturile din Centrul Australiei.